# Josef Herzig
Pour les articles homonymes, voir Herzig.
 (janvier 2025).
Josef Herzig (25 septembre 1853, Sanok - 4 juillet 1924, Vienne) est un chimiste autrichien.

## Biographie
Josef Herzig est né à Sanok en Galicie, à l'époque partie intégrante de l'empire austro-hongrois. Il va à l'école jusqu'en 1874 à Breslau (aujourd'hui Wrocław), puis commence à étudier la chimie à l'Université de Vienne et rejoint finalement August Wilhelm von Hofmann à l'université de Berlin au second semestre. Il travaille par la suite avec Robert Bunsen à l'Université de Heidelberg, et obtient son doctorat en travaillant avec Ludwig Barth à l'Université de Vienne. Il devient par la suite chargé de cours, puis professeur en 1897 à l'Université de Vienne. Il reçoit le prix Lieben en 1902.

## Travaux
Josef Herzig travaille activement sur la chimie de produits naturels, en particulier les flavonoïdes. Il détermine d'ailleurs la structure chimique de certains flavonols, comme la quercétine, la fisétine et la rhamnétine. Il détermine aussi la structure de divers alcaloïdes.